# أكاتسكي نو يونا
أكاتسكي نو يونا (暁のヨナ Akatsuki no Yona، "يونا الفجر")، واسمه الكامل يونا الفجر - الفتاة الواقفة في احمرار الفجر - (暁のヨナ -The girl standing in the blush of dawn-) هو اسم سلسلة مانغا للكاتب ميزوهو كوساناغي متسلسلة في مجلة الشوجو هانا تو يومي منذ أغسطس 2009. تم جمع الفصول في 29 إصدار تانكوبون. أُقتبست المانغا لمسلسل أنمي من قِبَل إستديو بيرو عرض في الفترة ما بين أكتوبر 2014 ومارس 2015.

## القصة
القصة تدور حول الفتاة يونا ذات الستة عشر ربيعًا والأميرة الوحيدة في مملكة كوكا. كباقي الأميرات بشكل عام، تعيش يونا حياة سعيدة برفاهية مع والدها الملك إل وخادمها سون هاك وابن عمها الذي تحبه سو-وون. ولكن، كل شيء قد تغير في تلك الليلة؛ ليلة عيد ميلادها السادس عشر. عازمة على أن تُخبر والدها أنها لا يُمكنها أن تنسى سو-وون، تذهب يونا في جنح الليل لغرفة والدها لتشهد على قتل سو-وون لأبيها، قائلًا بأنه سيصبح الملك. بفضل هاك، يتمكَّن الاثنان من الهرب من القصر.

## الشخصيات
يونا
الأداء الصوتي: چيوا سايتو
يونا أميرة في 16 من عمرها ’ شعرها أحمر خشن وهي لم تحبه سابقاً’ عاشت سنواتها ال 16 في قصر والدها مدللة ’ عانت من صدمة بعد أن شاهدت والدها يلقى حتفه أمامها من قبل صديق طفولتها التي أحبته «سو-ون», شجاعة رغم ضعفها، تحب والدها وتسعى لجمع التنانين الأربعة لتحسين مملكته -سابقاً- .
سون هاك
الأداء الصوتي: توموأوكي ماينو، آياهي تاكاگاكي (عندما كان صغيرًا)
هو الفتى الذي تبناه -كحفيد- زعيم ع ش ي ر ة الرياح، وقد تمكن من أخذ منصب الجنرال عن جده -بالتبني- في عمر صغير نظراً لقوته، يستخدم سلاحا ثقيلاً، صديق طفولة كل من يونا وسو-ون، يكن مشاعراً ليونا، طلب منه الملك أن يكون حارساً شخصياً لها، بالرغم من رفضه للفكرة في البداية إلا أنه ظل يحميها حتى نهاية الأنمي
سو-وون
الأداء الصوتي: يوسكيه كوباياشي، نوزومي ياماموتو (عندما كان صغيرًا)
سو-ون هو ابن عم يونا، أي ابن أخ الملك، لطالما نظر إلى والده كـ قدوة له، انتقم لوالده من الملك في ليلة ميلاد يونا الـ16, ثم تقلد الحكم اعتنى بيونا عندما كان صغيراً -بعد وفاة أمها- , يحب كلاً من هاك ويونا ’ ويسعى لجعل المملكة مكاناً أفضل.
يون
فتى (أصغر من يونا بسنة) أنقذه أحد الكهان، وعلمه كيف يصنع خفاً من القش، أحب يون الكاهن وطلب منه أن يسمح له بالذهاب معه، يعتني يون بالكاهن ويعالجه كلما سقط أو آذى نفسه -و هذا يحدث كثيراً- , يحب القراءة ويستطيع حفظ الكتاب من مرة واحدة لكنه لا يملك إلا القليل من الكتب! , لا يحب القتال، ينضم لاحقاً لفريق يونا ويساعدهم كثيراً.
التنين الأبيض، الأزرق، الأخضر والأصفر
{{هم عبارة عن نسل 4 أشخاص أعطوا من دم التنانين الأربعة لحماية سيدهم (يونا) و لكل منهم قدرة من التنانين , يستطيعون الشعور ببعضهم من مسافات , كأنهم إخوة بطريقة ما.
الأبيض :يسميه هاك الثعبان الأبيض و هو ما يشعل شجار بيتهما في الغالب , لطالما مجدت القرية قدرته (يد التنين اليمنى القوية) حيث تعادل في الوقت العادي عشرة أيادي , كان ينتظر بفارغ الصبر قدوم سيده , و فرح كثيراً لقدومه.
الأزرق: لم يكن لدى التنين الأزرق اسم , حتى أعطته يونا اسم «شينيا» و يعني ضوء القمر , اعتبرت عش يرته قدرته (النظر من مسافات بعيدة) لعنة -عكس التنين الأبيض- لذا فقد ظل الناس يهربون منه و يخفونه عن الغرباء حتى لا يستغلوه في منافعهم , نشر الناس عن كل من حمل هذه القدرة اشاعة و هي أن كل من ينظر إلى عينيه يتحول إلى حجر ’لذا فقد توجب عليه ارتداء قناع, هادئ كما وصفه يون عيناه جميلتان و هو خجول , قليل الكلام نظراً لعيشه بعيداً عن الأصدقاء في كهفه, و كثيراً ما يستخدم الإشارات و الإيماءات عوضاًعنه.
الأخضر: و كان يتجنب لقاء أي من التنانين أو سيده , فكان يريد أن يعيش حياته الخاصة بعيداً عن مهمة التنين , قدرته (القفز عالياً) الشبيهة بالطيران مكنته من الدخول في إحدى فرق القراصنة التي تهدف لإيقاف الأعمال الغير قانونية لرئيس المنطقة , يقتنع لاحقاً بيونا كـ رئيس و يثبت لنفسه أن قراره لا يزال حراً و أن مرافقته لـ يونا و البقية كانت من كامل إرادته بعد أن حلت جماعة القراصنة-الطيبة- و هو قد استغرق قرار رحلته مع يونا وقتاً أطول من باقي التنانين.
الأصفر: ظهر في الحلقة الأخيرة "24" و كان أسرع التنانين بالإنظمام لـ يونا, كان جائعاً أول اللقاء و لم يبدُ كتنين مطلقاً , يبدو غير مبالٍ , قدرته : عدم التعرض لجروح , أو شفائه منها بسرعة .

## الوسائط

### المانغا
مانغا أكاتسكي نو يونا أُصدرت مع الإصدار السابع عشر من مجلة الشوجو هانا تو يوميه في أغسطس 2009، وكان أول مُجلَّد تانكوبون قد أصدر بتاريخ 19 يناير 2010، وآخر أصدار، الإصدار الخامس عشر بتاريخ 19 سبتمبر 2014.

#### قائمة المجلدات
| م. | عنوان الإصدار                | تاريخ النشر                             | مرجع   |
| -- | ---------------------------- | --------------------------------------- | ------ |
| 1  | يونا الفجر 1 「暁のヨナ1」   | 19 يناير 2010 (ردمك 978-4-5921-9081-3)  | [ 2 ]  |
| 2  | يونا الفجر 2 「暁のヨナ2」   | 19 مايو 2010 (ردمك 978-4-5921-9082-0)   | [ 4 ]  |
| 3  | يونا الفجر 3 「暁のヨナ3」   | 17 سبتمبر 2010 (ردمك 978-4-5921-9083-7) | [ 5 ]  |
| 4  | يونا الفجر 4 「暁のヨナ4」   | 19 يناير 2011 (ردمك 978-4-5921-9084-4)  | [ 6 ]  |
| 5  | يونا الفجر 5 「暁のヨナ5」   | 19 مايو 2011 (ردمك 978-4-5921-9085-1)   | [ 7 ]  |
| 6  | يونا الفجر 6 「暁のヨナ6」   | 20 سبتمبر 2011 (ردمك 978-4-5921-9086-8) | [ 8 ]  |
| 7  | يونا الفجر 7 「暁のヨナ7」   | 18 نوفمبر 2011 (ردمك 978-4-5921-9087-5) | [ 9 ]  |
| 8  | يونا الفجر 8 「暁のヨナ8」   | 19 مارس 2012 (ردمك 978-4-5921-9088-2)   | [ 10 ] |
| 9  | يونا الفجر 9 「暁のヨナ9」   | 20 يوليو 2012 (ردمك 978-4-5921-9089-9)  | [ 11 ] |
| 10 | يونا الفجر 10 「暁のヨナ10」 | 20 ديسمبر 2012 (ردمك 978-4-5921-9090-5) | [ 12 ] |
| 11 | يونا الفجر 11 「暁のヨナ11」 | 19 أبريل 2013 (ردمك 978-4-5921-9691-4)  | [ 13 ] |
| 12 | يونا الفجر 12 「暁のヨナ12」 | 20 أغسطس 2013 (ردمك 978-4-5921-9692-1)  | [ 14 ] |
| 13 | يونا الفجر 13 「暁のヨナ13」 | 20 ديسمبر 2013 (ردمك 978-4-5921-9693-8) | [ 15 ] |
| 14 | يونا الفجر 14 「暁のヨナ14」 | 18 أبريل 2014 (ردمك 978-4-5921-9694-5)  | [ 16 ] |
| 15 | يونا الفجر 15 「暁のヨナ15」 | 19 سبتمبر 2014 (ردمك 978-4-5921-9695-2) | [ 3 ]  |

### الأنمي
سلسلة أنمي تلفزوني من إنتاج إستديو پيرو بدأ بثُّها في 7 أكتوبر 2014. قامت كرانشي رول بترخيص الأنمي من أجل البث التزامني في عدة دول متضمنة دول العالم العربي. موسيقى البداية تحمل اسم أكاتسكي نو يونا (暁のヨナ) لكونيهيكو ريو، وأغنية النهاية تحمل اسم يورو (夜) من أداء ڤستلِپ.

#### قائمة الحلقات
| م. | العنوان                                                                        | تاريخ العرض الأصلي |
| --- | ------------------------------------------------------------------------------ | ------------------ |
| 1 | «الأميرة يونا» "Ōjo Yona" (王女ヨナ)                                           | 7 أكتوبر 2014      |
| 2 | «روابط مُمزَّقة» "Chigireta kizuna" (ちぎれた絆)                                  | 14 أكتوبر 2014     |
| 3 | «السماء البعيدة» "Tōi sora" (遠い空)                                           | 21 أكتوبر 2014     |
| 4 | «قبيلة الريح» "Kaze no Buzoku" (風の部族)                                      | 28 أكتوبر 2014     |
| 5 | «زئير» "Hōkō" (咆哮)                                                           | 4 نوفمبر 2014      |
| بعد أن أخذ هاك ما يحتاجه للرحيل، تظهر يونا وتُصرُّ على أن يأخذها معه. عند ذهابهما إلى أحد الكهنة الذين تنبؤوا بأحداث مملكة كوكا كما نصحهم والد هاك، يظهر جنود من قبيلة النار، ويُصاب هاك بسهم مسموم فتضعف قواه. بعد أن كاد الرامي أن يصيبه بسهم مميت آخر، تظهر يونا وتُسقط الرامي أرضًا. |                                                                                |                    |
| 6 | «شعر أحمر» "Akai Kami" (紅い髪)                                                | 11 نوفمبر 2014     |
| بسبب تأثير السم، يكاد هاك أن يسقط من الجبل ولكنه يتمسك بالحافة، عندما رأت يونا ذلك أسرعت لمساعدته ولكن تاي-جون يمسك بها من شعرها؛ فما كان منها إلا أن أخذت سيفه وقطعت شعرها لتهرع لمساعدة هاك، ولكن يسقط كل من هاك ويونا من على الجبل إلى الوادي، فيظن جنود قبيلة النار أنهما ماتا، وينقل تاي-جون النبأ إلى سو-وون ويعطيه شعرها الذي قطعته. تستيقظ يونا لترى يُون، الذي وجدهما وأخذهما إلى كوخه، وإك-سو، الكاهن الذي كانا يبحثان عنه. |                                                                                |                    |
| 7 | «قَدَر» "Tenmei" (天命)                                                          | 18 نوفمبر 2014     |
| 8 | «الباب المُختار» "Eranda Tobira" (選んだ扉)                                     | 25 نوفمبر 2014     |
| 9 | «عزيمة تتذبذب» "Furueru Kakugo" (ふるえる覚悟)                                 | 2 ديسمبر 2014      |
| 10 | «ترقُّب» "Taibō" (待望)                                                          | 9 ديسمبر 2014      |
| 11 | «مخلب التنِّين» "Ryū no Tsume" (龍の爪)                                          | 16 ديسمبر 2014     |
| 12 | «تنِّين معصوم العينين» "Mekakushi no Ryū" (目隠しの龍)                           | 23 ديسمبر 2014     |
| 13 | «رعب ذو صدى» "Hankyō Suru Kyōfu" (反響する恐怖)                                | 6 يناير 2015       |
| 14 | «نور» "Hikaru" (光)                                                            | 13 يناير 2015      |
| 15 | «إلى أرضٍ جديدة» "Aratana Chi e" (新たな地へ)                                   | 20 يناير 2015      |
| 16 | «منافسات الحرب» "Ikusa Gokko" (戦ごっこ)                                       | 27 يناير 2015      |
| 17 | «قراصنة آوا» "Awa no Kaizoku" (阿波の海賊)                                     | 3 فبراير 2015      |
| 18 | «روابط» "Enishi" (縁)                                                          | 10 فبراير 2015     |
| 19 | «اختبار سينجوسو» "Senjusō no Tameshi" (千樹草の試し)                           | 17 فبراير 2015     |
| 20 | «سلسلة البسالة» "yuki no rensa" (勇気の連鎖)                                   | 24 فبراير 2015     |
| 21 | «شعلة» "Hibana" (火花)                                                         | 3 أمارس 2015       |
| 22 | «الليلة التي كُتب التاريخ لها» "Rekishi wa Yoru Tsukurareru" (歴史は夜作られる) | 10 مارس 2015       |
| 23 | «صباح الوعد» "Chikai no Asa" (誓いの朝)                                        | 17 مارس 2015       |
| 24 | «منذ هذه اللحظة» "Korekara" (これから)                                         | 24 مارس 2015       |

## روابط خارجية
- أكاتسكي نو يونا على موقع ANN manga (الإنجليزية)